# Lantejuela
Lantejuela est une commune située dans la province de Séville de la communauté autonome d’Andalousie en Espagne.

## Géographie

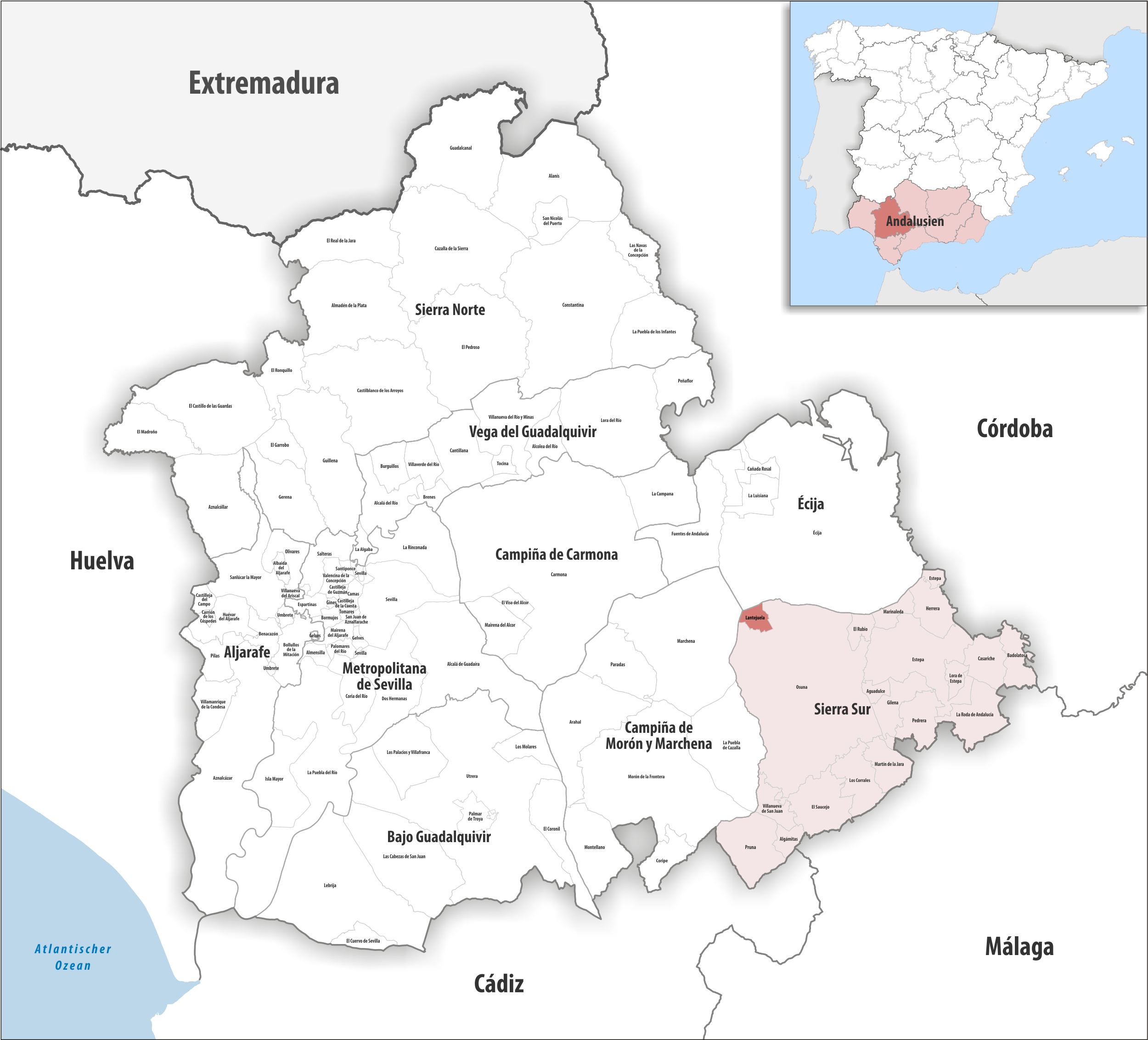
Lantejuela dans la comarque Sierra sud de Séville, province de Séville / en Andalousie

### Localisation
La commune de Lantejuela est dans la pointe nord-ouest de la comarque de Sierra sud de Séville, dans la province de Séville. Elle jouxte la comarque d'Ecija au nord-est (commune d'Ecija) et la comarque Campiña de Morón et Marchena au nord-ouest (Marchena).
Séville est à 79 km ouest ;
Madrid à 470 km nord-nord-est ;
Gibraltar à 193 km sud (distances par route).

### Communes limitrophes
| Marchena | Écija      |       |
| Osuna    | Lantejuela | Osuna |
|          | Osuna      |       |

### Hydrographie
La commune est bordée au sud-ouest puis traversée dans sa pointe nord-ouest par un petit affluent du Corbonés (es), ce dernier un affluent du Guadalquivir ; cet affluent du Corbones prend source sur Osuna au sud.
Le « Complexe endorréique de la Lantejuela » (Complejo endorreico de la Lantejuela) est une petite zone humide au nord-ouest du bourg, avec plusieurs étangs dont le seul permanent est l'étang du Gouvernement (Laguna del Gobierno). Elle est listée comme zone Natura 2000.

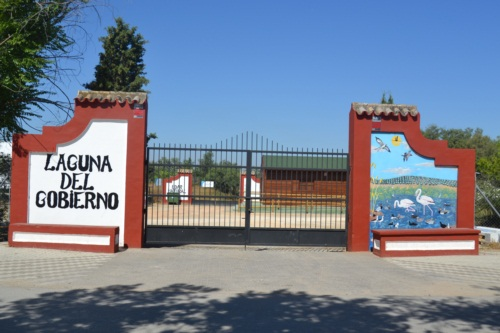
Portail vers le « Complexe endorréique de la Lantejuela »

## Histoire

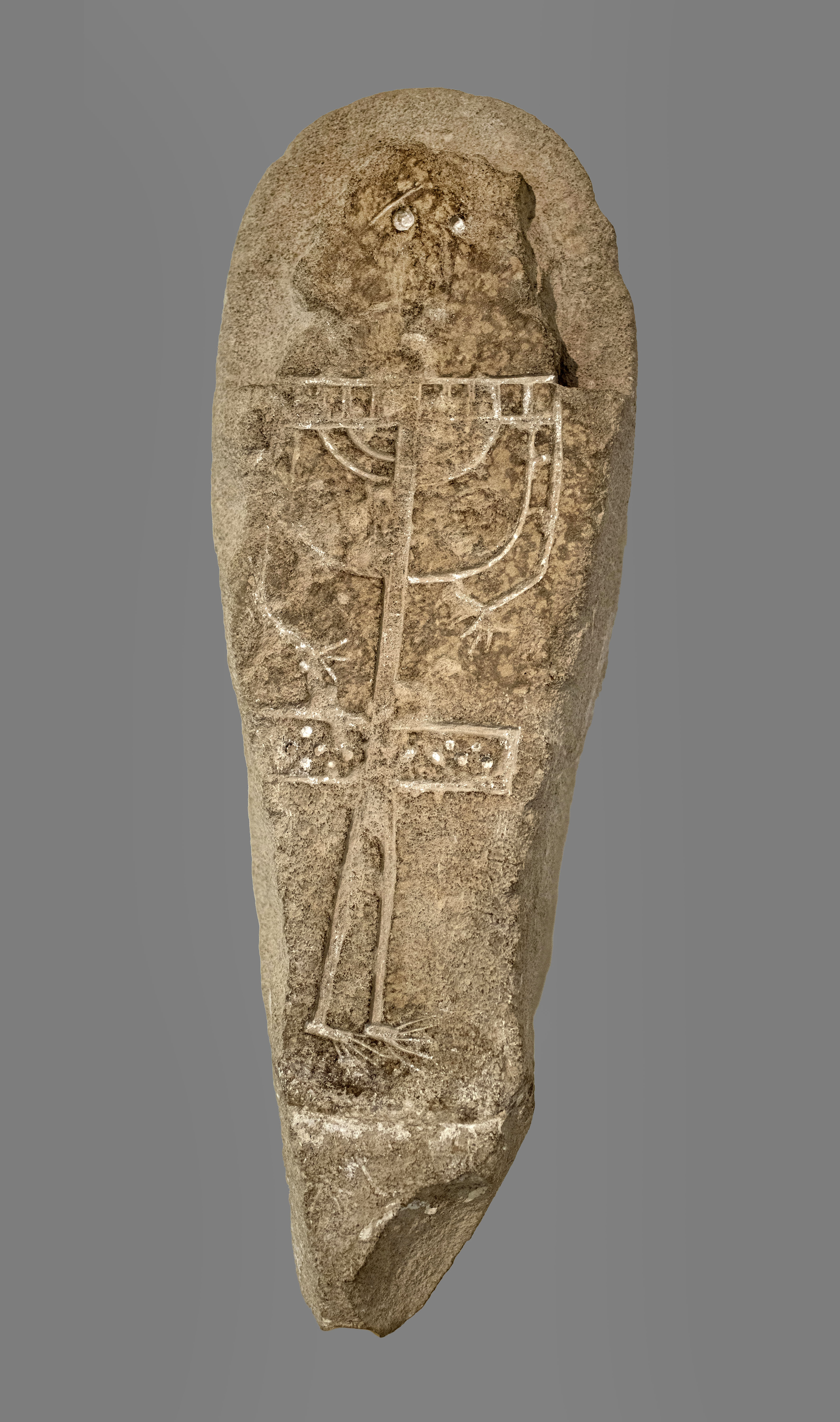
Estela de La Lantejuela. Musée archéologique national, Madrid

## Démographie
| 1996  | 1998  | 1999  | 2000  | 2001  | 2002  | 2003  | 2004  | 2005  |
| ----- | ----- | ----- | ----- | ----- | ----- | ----- | ----- | ----- |
| 3 356 | 3 488 | 3 569 | 3 609 | 3 629 | 3 642 | 3 685 | 3 740 | 3 777 |

| 2006  | 2008  | 2009  | - | - | - | - | - | - |
| ----- | ----- | ----- | - | - | - | - | - | - |
| 3 795 | 3 852 | 3 885 | - | - | - | - | - | - |

## Administration
| Période                                  | Période | Identité | Étiquette | Qualité |
| ---------------------------------------- | ------- | -------- | --------- | ------- |
| N/A                                      | N/A     | N/A      | N/A       | Maire   |
| Les données manquantes sont à compléter. |         |          |           |         |